# George Montagu (6e duc de Manchester)
Pour les articles homonymes, voir Montagu.
George Montagu (6 juillet 1799, château de Kimbolton - 18 août 1855, Tunbridge Wells), 6e duc de Manchester (en), est un homme politique britannique.

## Biographie
Fils de William Montagu (5e duc de Manchester) et petit-fils d'Alexander Gordon (4e duc de Gordon), il devient membre de la Chambre des communes en 1826 pour Huntingdonshire.
En 1843, il succède à son père dans le titre de duc de Manchester (en) et à la Chambre des lords.
Son père, gouverneur de la Jamaïque, avait fondée la ville de Mandeville en 1816, à qui il donna le nom de George, son fils aîné, alors connu sous le nom de vicomte Mandeville.
Marié à la petite-fille d'Arthur Acheson (1er comte de Gosford), il est le père de William Montagu (7e duc de Manchester) et de Lord Robert Montagu, ainsi que le beau-père de Charles Augustus Bennet (6e comte de Tankerville) et d'Algernon Keith-Falconer (9e comte de Kintore).